# Bîdâr
Pour les articles homonymes, voir Bidar (homonymie).
Bîdâr est une ville de l'État du Karnataka en Inde, chef-lieu du district éponyme.

## Géographie
Bîdâr est située à 120 km au nord-ouest d'Hyderâbâd.
Elle est traversée par la route nationale 50.

## Économie
La ville est desservie par l'aérodrome de Bidar qui est aussi la base aérienne des Surya Kiran, patrouille de démonstration de l'armée de l'air indienne.

## Histoire
Bîdâr est la capitale des Bahmanî de 1428 à 1492, puis celle des Barîd Shâhî, créée en 1487 et qui se rendent indépendants de Bîjâpur, lors de l'effondrement des Bahmanî, et y règnent jusqu'en 1609. Bîdâr devient alors un des cinq sultanats de Dekkan.
L'empereur moghol Aurangzeb fait la conquête de la région en 1656, puis Bîdâr est incorporée dans les possessions du Nizâm d'Hyderâbâd de 1724 à 1948, lorsque l'état princier d'Hyderâbâd est annexé par l'Inde au moment de la Partition.

## Lieux et monuments
- Le fort de Bîdar, construit par les Chalukya au XVe siècle et renforcé, plus tard, par les Bahmanî
- La madrassa du vizir Mahmûd Gâwân
- Les cénotaphes des Barîd Shâhî
- Les cénotaphes des Bahmanî